# Festival divadla 2-3-4 herců

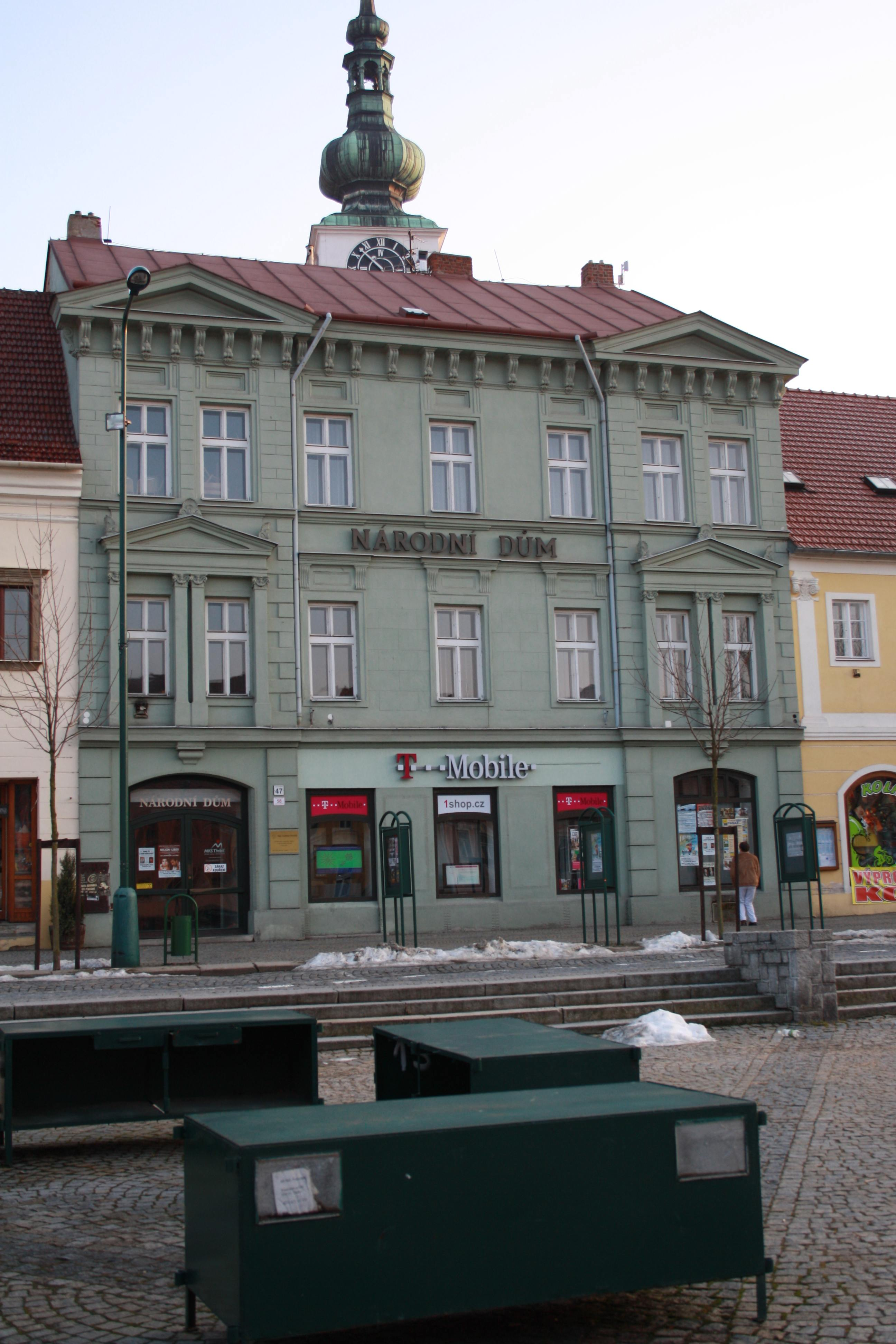
Národní dům.

Festival divadla 2-3-4 herců je divadelní festival konaný od jara 2003 v Třebíči. Koná se v prostorách třebíčského Národního domu. Pořádá jej KVIZ Třebíč. Patronem festivalu byl Miroslav Donutil a od roku 2016 jím je třebíčský rodák herec Oldřich Navrátil.

## Účastníci festivalu
- Michaela Badinková[7]
- Jiří Bartoška
- Zuzana Bydžovská
- Vilma Cibulková[4][2]
- Michal Dlouhý[7]
- Vasil Fridrich[7]
- Kamil Halbich[7]
- Jiří Hána[8]
- Eva Holubová
- Ivana Chýlková
- Klára Jandová[2]
- Iva Janžurová[2]
- Jitka Ježková[7]
- Václav Jílek[7]
- Eva Josefíková[7]
- Ladislav Lakomý[2]
- Jiří Langmajer[4]
- Oldřich Kaiser[2]
- Milan Kňažko[2][7]
- Petr Kostka[4][7]
- Tereza Kostková[7]
- Vojtěch Kotek[2]
- Richard Krajčo
- Barbara Lukešová[7]
- Ivan Lupták[7]
- Máša Málková[7]
- David Matásek[2]
- Carmen Mayerová[4][9][7]
- Alena Mihulová[7]
- Barbora Munzarová[10]
- Pavel Nečas[7]
- Tereza Nekudová[8]
- František Němec[4][2][9]
- Ondřej Novák[8]
- Eva Novotná[7]
- Jana Paulová
- Jiří Pecha
- Bolek Polívka
- Simona Postlerová[8]
- Václav Postránecký[11]
- Chantal Poullain[2]
- Martin Preiss
- Viktor Preiss
- Regina Rázlová[8]
- Stanislav Remunda[2]
- Jitka Smutná[7][8]
- Simona Stašová[2]
- Milena Steinmasslová[8]
- Dana Syslová[8]
- Lucie Štěpánková[7]
- Jindřich Světnica[2]
- Kateřina Táborská[7]
- Miroslav Táborský[7]
- Alena Vránová[4]
- Oldřich Vízner[2]
- Valérie Zawadská[2]
- Pavel Zedníček
- Karel Zima[7]